# Александрово-Жуково
Алекса́ндрово-Жу́ково (Алекса́ндро-Жу́ково) — деревня Ивовского сельсовета Липецкого района Липецкой области. 

## География
В центре Александрово-Жукова расположен небольшой пересыхающий пруд.

## Топоним
Название связано с именем Александр и фамилией Жуков, которые были владельцами.

## История
Упоминается в 1859 году как сельцо владельческое Алекса́ндровка при прудах (236 жителей). В 1868 г. вблизи деревни прошла железнодорожная линия Грязи-Елец. Входила в Ивовскую волость (Задонский уезд Воронежской губернии, с 1923 г. — Липецкий уезд Тамбовской губернии). Потом (до упразднения волостей) находилась в Студенецкой волости Липецкого уезда Тамбовской губернии. Входила в состав Нижнестуденецкого (Водопьяновского, Донского) района.
В 1860-1887 годах д. Александровка Задонского уезда Воронежской губернии была имением генерал-майора Жукова Иллариона Ивановича, его жены Елизаветы Николаевны (урождённой Лермантовой) и приёмного сына Владимира. В 1887-1890 годах по завещанию имением владел Жуков Владимир Илларионович. В 1891 году В. И. Жуков в должности председателя сельского попечительства международного общества Красного Креста по Ивовской волости Задонского уезда участвовал в борьбе с холерой в Задонском уезде, за что впоследствии был награждён медалью Российского Общества Красного Креста. В этом же году в с. Борки он познакомился с будущей женой Марией Апполоновной Волконской и через три года обвенчался с ней в Липецке. Художественное наследие В.И. Жукова насчитывает несколько сотен произведений: рисунки, экслибрисы, портреты, пейзажи, орнаменты, карикатуры, иллюстрации, афиши, дипломы и др.
В 1895 г. в с. Александровка Ивовского сельсовета Липецкого уезда родился И.А. Погорелов – первый председатель Ивовского сельсовета. В 1919 году это было два селения — Алекса́ндровка и Жу́ково. В переписи 1926 году указываются деревня Алекса́ндро-Жу́ково (50 дворов) и посёлок Алекса́ндрово-Жу́ково (9 дворов). Позднее они стали одной деревней. В 1932 г. в Александрово-Жуково проживало 285 человек. В 1984-1992 года деревня газифицирована.В 2001 г. в деревне Александрово-Жуково значилось 18 хозяйств и 26 жителей.

## Население
| 1859 | 2010 | 2012 |
| ---- | ---- | ---- |
| 236  | ↘28  | ↘26  |

## Инфраструктура
Основа экономики — сельское хозяйство .

## Транспорт
Рядом расположена платформа 242 км на железнодорожной линии Грязи — Елец.

## Выдающиеся земляки
Жуков Владимир Илларионович - художник, поэт, общественный деятель
Жуков Илларион Иванович - генерал-майор
Погорелов Иван Алексеевич - участник установления Советской власти в Задонском уезде